# World Padel Tour
 (février 2022).
Si vous disposez d'ouvrages ou d'articles de référence ou si vous connaissez des sites web de qualité traitant du thème abordé ici, merci de compléter l'article en donnant les références utiles à sa vérifiabilité et en les liant à la section « Notes et références ».

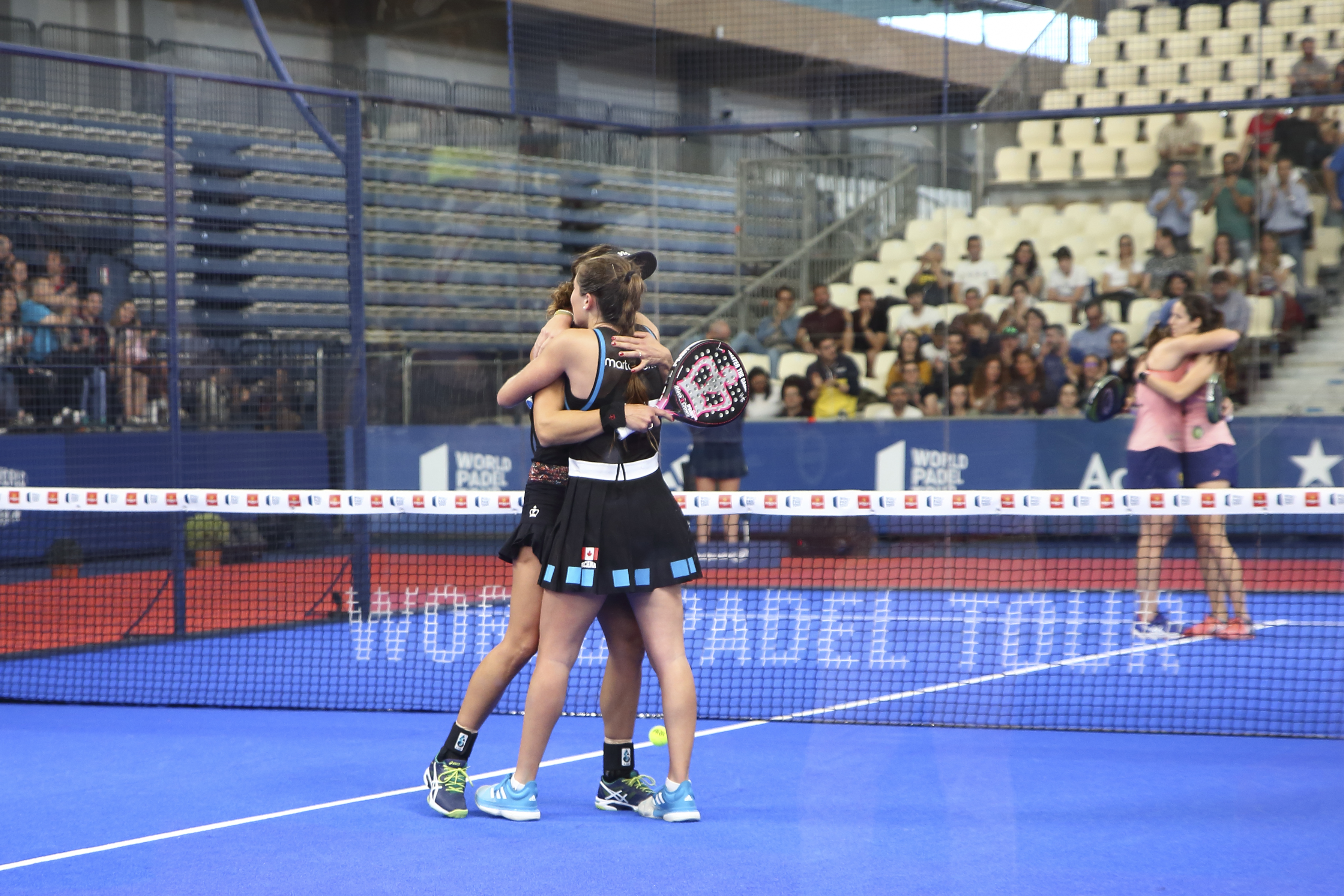
L'Open de Vigo 2019 sur le circuit World Padel Tour.

Le World Padel Tour (WPT) était le championnat professionnel de padel le plus important au monde durant ses onze années d'existence (2013-2023), de par le niveau d'organisation des tournois et de par la participation des meilleurs joueurs internationaux. 
Les tournois du World Padel Tour ont débuté en 2013, se positionnant comme le circuit professionnel de référence en remplacement du précédent, le Padel Pro Tour, et sont le résultat de l'accord entre le groupe d'organisateurs de tournois de padel professionnels, l'Association des joueurs de padel professionnels (AJPP) et l'Association espagnole de padel féminin (AFEP). Le circuit WPT était géré par Setpoint Events S.A., filiale de S.A. DAMM, qui établit son règlement et ses garanties, et approuve les paramètres de qualité requis par celui-ci, ainsi que les dotatiosn pour les joueurs de padel professionnels qui participent aux tournois du circuit.
Chaque année, entre quinze et vingt-cinq tournois WPT sont organisés ainsi qu'un Master Final dans lequel les huit meilleurs couples du classement s'affrontaint. Des épreuves masculines et féminines étaient disputées, bien que les championnats WPT uniquement féminins restaient très peu nombreux.
Sur le plan sportif, les joueurs les plus importants du circuit sont Fernando Belasteguín, Juan Lebrón, Alejandro Galán, Arturo Coello, Agustín Tapia, Juani Mieres (es), Paquito Navarro, Sanyo Gutiérrez et Pablo Lima chez les hommes et Carolina Navarro (es), Cecilia Reiter (es), Mapi Sánchez Alayeto (es), Majo Sánchez Alayeto (es), Marta Marrero, Gemma Triay et Alejandra Salazar chez les femmes.
Du côté français, Benjamin Tison chez les hommes et Alix Collombon chez les femmes, sont les deux joueurs de Padel les plus célèbres. La dernière est actuellement classée 20ème au classement du World Padel Tour.
Le World Padel Tour a connu une croissance exponentielle en termes d'impact international et d'audience télévisuelle. Cela a conduit le circuit professionnel à s'étendre jusqu'à un total de 14 pays en 2023, dans la saison la plus internationale de son histoire.
Le World Padel Tour était diffusé en Espagne à la télévision sur Gol à partir de 2017, puis sur Movistar + à partir de 2022, ainsi que sur l'application World Padel Tour TV à partir des 32èmes de finale. En France, c'est le groupe Canal + qui était chargé de diffuser les compétitions.
En 2023, Qatar Sports Investments annonce l'acquisition du circuit World Padel Tour et son intégration au circuit Premier Padel, renforçant l'ambition de faire de ce dernier le circuit le plus important au monde.
Le record d'affluence du World Padel Tour est établi lors du tout dernier tournoi du circuit, lors des Master Finals 2023 à Barcelone, avec 15 779 personnes ayant assisté aux demi-finales au Palau Sant Jordi.

## Éditions
Les champions annuels sont les paires masculines et féminines ayant terminé chaque saison à la 1ere place du classement World Padel Tour.
| Édition | Année | Championnat masculin | Championnat masculin | Championnat féminin  | Championnat féminin  |
| ------- | ----- | -------------------- | -------------------- | -------------------- | -------------------- |
| I       | 2013  | Fernando Belasteguín | Juan Martín Díaz     | Elisabeth Amatriain  | Patricia Llaguno     |
| II      | 2014  | Fernando Belasteguín | Juan Martín Díaz     | Mapi Sánchez Alayeto | Majo Sánchez Alayeto |
| III     | 2015  | Fernando Belasteguín | Pablo Lima           | Mapi Sánchez Alayeto | Majo Sánchez Alayeto |
| IV      | 2016  | Fernando Belasteguín | Pablo Lima           | Marta Marrero        | Alejandra Salazar    |
| V       | 2017  | Fernando Belasteguín | Pablo Lima           | Mapi Sánchez Alayeto | Majo Sánchez Alayeto |
| VI      | 2018  | Maxi Sánchez         | Sanyo Gutiérrez      | Mapi Sánchez Alayeto | Majo Sánchez Alayeto |
| VII     | 2019  | Paquito Navarro      | Juan Lebrón          | Marta Marrero        | Marta Ortega         |
| VIII    | 2020  | Alejandro Galán      | Juan Lebrón          | Gemma Triay          | Lucía Sainz          |
| IX      | 2021  | Alejandro Galán      | Juan Lebrón          | Gemma Triay          | Alejandra Salazar    |
| X       | 2022  | Alejandro Galán      | Juan Lebrón          | Gemma Triay          | Alejandra Salazar    |
| XI      | 2023  | Agustín Tapia        | Arturo Coello        | Ariana Sánchez       | Paula Josemaría      |

## Palmarès
Ci-dessous les joueuses et les joueurs qui ont terminé numéro 1 du classement World Padel Tour.

### Championnat masculin
| Pos. | Joueur               | N.º | Années                       |
| ---- | -------------------- | --- | ---------------------------- |
| 1    | Fernando Belasteguín | 5   | 2013, 2014, 2015, 2016, 2017 |
| 2    | Juan Lebrón          | 4   | 2019, 2020, 2021, 2022       |
| 3    | Alejandro Galán      | 3   | 2020, 2021, 2022             |
| =    | Pablo Lima           | 3   | 2015, 2016, 2017             |
| 5    | Juan Martín Díaz     | 2   | 2013, 2014                   |
| 6    | Sanyo Gutiérrez      | 1   | 2018                         |
| =    | Maxi Sánchez         | 1   | 2018                         |
| =    | Paquito Navarro      | 1   | 2019                         |
| =    | Arturo Coello        | 1   | 2023                         |
| =    | Agustín Tapia        | 1   | 2023                         |

### Championnat féminin
| Pos. | Joueuse              | N.º | Années                 |
| ---- | -------------------- | --- | ---------------------- |
| 1    | Mapi Sánchez Alayeto | 4   | 2014, 2015, 2017, 2018 |
| =    | Majo Sánchez Alayeto | 4   | 2014, 2015, 2017, 2018 |
| 3    | Alejandra Salazar    | 3   | 2016, 2021, 2022       |
| =    | Gemma Triay          | 3   | 2020, 2021, 2022       |
| 5    | Marta Marrero        | 2   | 2016, 2019             |
| 6    | Elisabet Amatriain   | 1   | 2013                   |
| =    | Patricia Llaguno     | 1   | 2013                   |
| =    | Marta Ortega         | 1   | 2019                   |
| =    | Lucía Sainz          | 1   | 2020                   |
| =    | Ariana Sánchez       | 1   | 2023                   |
| =    | Paula Josemaría      | 1   | 2023                   |

## Nombre de tournois remportés

### Championnat masculin
- Seuls les tournois Open, Master et Master Final sont inclus

| Pos. | Joueur                 | Nombre de tournois | Dernier tournoi remporté |
| ---- | ---------------------- | ------------------ | ------------------------ |
| 1    | Fernando Belasteguín   | 65                 | 02/10/2022               |
| 2    | Pablo Lima             | 50                 | 19/06/2022               |
| 3    | Sanyo Gutiérrez        | 37                 | 24/07/2022               |
| 4    | Alejandro Galán        | 34                 | 12/11/2023               |
| 5    | Juan Lebrón            | 32                 | 12/11/2023               |
| 6    | Paquito Navarro        | 25                 | 17/12/2023               |
| 7    | Agustín Tapia          | 22                 | 26/11/2023               |
| =    | Maxi Sánchez           | 22                 | 27/06/2021               |
| 9    | Juan Martín Díaz       | 20                 | 20/12/2015               |
| 10   | Arturo Coello          | 14                 | 26/11/2023               |
| =    | Franco Stupaczuk       | 14                 | 15/10/2023               |
| 12   | Martín Di Nenno        | 11                 | 15/10/2023               |
| 13   | Matías Díaz Sangiorgio | 8                  | 17/11/2019               |
| =    | Juani Mieres           | 8                  | 09/06/2019               |
| 15   | Cristian Gutiérrez     | 5                  | 14/10/2018               |
| 16   | Federico Chingotto     | 2                  | 17/12/2023               |
| =    | Juan Tello             | 2                  | 27/11/2022               |
| =    | Álex Ruiz              | 2                  | 06/12/2021               |
| =    | Willy Lahoz            | 2                  | 26/04/2015               |
| =    | Maxi Grabiel           | 2                  | 23/11/2014               |
| 21   | Lucho Capra            | 1                  | 27/06/2021               |

Mis à jour le 18 décembre 2023.

### Championnat féminin
- Seuls les tournois Open, Master et Master Final sont inclus

| Pos. | Joueuse               | Nombre de tournois | Dernier tournoi remporté |
| ---- | --------------------- | ------------------ | ------------------------ |
| 1    | Alejandra Salazar     | 52                 | 26/03/2023               |
| 2    | Gemma Triay           | 35                 | 29/10/2023               |
| 3    | Ariana Sánchez        | 33                 | 15/10/2023               |
| 4    | Mapi Sánchez Alayeto  | 32                 | 09/08/2020               |
| =    | Majo Sánchez Alayeto  | 32                 | 09/08/2020               |
| 6    | Paula Josemaría       | 27                 | 15/10/2023               |
| 7    | Marta Marrero         | 25                 | 08/03/2020               |
| 8    | Marta Ortega          | 12                 | 29/10/2023               |
| =    | Lucía Sainz           | 12                 | 13/12/2020               |
| 10   | Beatriz González      | 9                  | 17/12/2023               |
| 11   | Delfina Brea          | 8                  | 17/12/2023               |
| 12   | Patty Llaguno         | 5                  | 09/05/2021               |
| =    | Icíar Montes          | 5                  | 21/09/2014               |
| 14   | Eli Amatriaín         | 4                  | 08/05/2016               |
| 15   | Cecilia Reiter        | 3                  | 29/09/2013               |
| =    | Carolina Navarro      | 3                  | 29/09/2013               |
| 17   | Tamara Icardo         | 2                  | 11/07/2021               |
| 18   | Virginia Riera        | 1                  | 09/05/2021               |
| =    | Ana Catarina Nogueira | 1                  | 08/09/2019               |
| =    | Cata Tenorio          | 1                  | 09/11/2014               |

Mis à jour le 18 décembre 2023.